# Buster's Mal Heart
Buster's Mal Heart es una película estadounidense de 2017 del género drama, dirigida y escrita por Sarah Adina Smith y protagonizada por Rami Malek, DJ Qualls y Kate Lyn Sheil. Fue estrenada en el Festival Internacional de Cine de Toronto el 11 de septiembre de 2016 y a nivel internacional el 28 de abril de 2017.

## Sinopsis
Un aparente excéntrico hombre de las montañas apodado Buster huye de las autoridades, sobreviviendo el invierno al irrumpir en casas vacacionales vacías en una comunidad remota. Llamando regularmente a los programas de entrevistas de radio, donde ha adquirido el apodo de "Buster" para despotricar sobre la inversión inminente en el cambio de milenio, está obsesionado por visiones de estar perdido en el mar comiendo sapos, y los recuerdos de su vida anterior como un normal hombre de familia. Buster vive un universo paralelo.
Buster en su universo (Rami Malek) fue una vez Jonah, un marido y padre trabajador cuyo trabajo como conserje nocturno en un hotel le pasó factura a su psique y, en consecuencia, a su matrimonio con la sensible Marty (Kate Lyn Sheil) - hasta que un encuentro casual con un vagabundo obsesionado con la conspiración (DJ Qualls) cambió el curso de sus vidas para siempre. Mientras el solitario Buster actual va de casa en casa eludiendo en una cacería humana al sheriff local a cada momento, gradualmente se reconstruyen los eventos que fracturaron su vida y se le presenta solo en la cima de una montaña nevada y en un pequeño bote de remos en el medio de un vasto océano.

## Recepción
La surrealista Buster's Mal Heart recibió críticas positivas de parte de la prensa especializada. Posee una calificación de aprobación del 70% en el sitio web Rotten Tomatoes, sobre la base de 50 revisiones, con un promedio ponderado de 6.2 sobre 10. En Metacritic, la película tiene una calificación de 63 sobre 100, basada en 15 críticas, lo que indica "reseñas generalmente favorables".
John DeFore de The Hollywood Reporter le dio a la película una reseña positiva al escribir: "Los fanáticos de Mr. Robot no se sentirán decepcionados en absoluto por esta actuación de la estrella de la serie ganadora del Emmy Rami Malek, que encaja con la ilusión de Mr. Robot y su constante paranoia y permite que el carismático actor se luzca en su primer papel protagónico". Jeanette Catsoulis de The New York Times también le dio a la película una crítica positiva: "Si la historia es demasiado complicada para comprender sus temas o darle la bienvenida a la impaciencia, también contiene suficiente empatía para humanizar a un personaje que es en parte hombre y en parte símbolo espiritual.

## Reparto
- Rami Malek como Jonah Cueyatl / Buster.
- DJ Qualls como Brown.
- Kate Lyn Sheil como Marty.
- Sukha Belle Potter como Roxy.
- Lin Shaye como Pauline.
- Toby Huss como Winston.
- Mark Kelly como Oscar.
- Teresa Yenque como Adelita.
- Bruce Bundy como Meg.
- Jared Larson como Dale.
- Sandra Ellis como la señora Bowery.
- Nicholas Pryor como el señor Bowery.

## Premios y nominaciones
| Año  | Premio                                | Categoría                                      | Galardonada       | Resultado |
| ---- | ------------------------------------- | ---------------------------------------------- | ----------------- | --------- |
| 2016 | AFI Fest                              | Nuevos Autores                                 | Sarah Adina Smith | Nominada  |
| 2017 | Cleveland International Film Festival | Mejor Película Americana en Cine Independiente | Sarah Adina Smith | Nominada  |